# International Justice Mission
International Justice Mission é uma organização não governamental (ONG) internacional de ajuda humanitária cristã evangélica não-denominacional, que trabalha para direitos humanos e luta contra o tráfico sexual, trabalho forçado, escravidão, abuso policial, roubo de propriedade e direitos de cidadania. Sua sede é em Washington D.C., Estados Unidos e seu presidente é Gary Haugen.

## História
Em 1994, o advogado americano Gary Haugen trabalhou no Departamento de Justiça dos Estados Unidos quando foi designado para uma investigação de campo sobre o genocídio em Ruanda.  Ele entende a importância de uma organização para proteger os direitos dos mais pobres. Assim, uma equipe e ele fundaram a Missão Internacional de Justiça em 1997.   O primeiro caso de justiça a ser tratado é a prisão de um suspeito de estupro em Manila, nas Filipinas.  Em 1998, a organização afirma ter ajudado mais de 700 pessoas.  Em 2016, ela afirma ter ajudado mais de 25.000 pessoas.  Tem programas em 17 países. 

## Programas
A organização representa vítimas gratuitos em casos de tráfico sexual, trabalho forçado, escravidão, abuso policial de poder, roubo de propriedade e direitos de cidadania.  Também está trabalhando com governos em países em desenvolvimento para melhorar os sistemas judiciais.